# Le Triomphe de Bacchus (Vélasquez)
Pour les articles homonymes, voir Le Triomphe de Bacchus.
Le Triomphe de Bacchus (El triunfo de Baco) est une huile sur toile de Velasquez, conservée au Musée du Prado depuis 1819. Elle est connue populairement sous le titre Les Ivrognes ou Les Buveurs.

## Histoire
La toile fut peinte quelques années après l'arrivée à Madrid de Vélazquez alors qu'il venait de Séville, et un peu avant son voyage en Italie. Dans la capitale espagnole, Velazquez put contempler la collection de peintures italiennes du roi. Il fut impressionné par les toiles de nus de cette collection ainsi que par le traitement du thème mythologique.
L'œuvre fut mentionnée la première fois sous le titre « la peinture de Bacchus » dans un certificat de Philippe IV en date du 22 juillet 1629, ordonnant à son trésorier général de payer 100 ducats pour la peinture « que Velazquez a faite pour mon service ».

## Le thème
La toile décrit une scène où apparaît le dieu Bacchus qui couronne avec des feuilles de lierre l'un des sept ivrognes qui l'entourent. Il pourrait s'agir d'un poète inspiré par le vin. Un autre personnage semi-mythologique observe le couronnement. Ces deux personnages qui accompagnent le dieu regardent le spectateur et sourient.
La toile représente Bacchus comme le dieu qui offre aux hommes le vin qui les libère temporairement de leurs problèmes. Dans la littérature baroque, Bacchus est considéré comme une allégorie de la libération de l'homme face à l'esclavage de son quotidien. Il se peut que Velazquez réalise une parodie de cette allégorie qu'il aurait considérée comme médiocre.
Le dieu est situé dans l'œuvre comme une personne à l'intérieur de la petite célébration qui est représentée, mais il a une peau plus claire que les autres qui le met en évidence.
La scène peut être divisée en deux. La zone gauche, avec la figure de Bacchus très illuminée se rapproche du style italien inspiré par le Caravage. Bacchus et le personnage du fond sont une allusion au mythe classique et sont représentés de manière traditionnelle. L'idéalisation du visage du dieu se détache. Il est éclairé par une lumière vive dans un style classique. La partie droite, en revanche, présente des ivrognes, hommes de rues, qui nous invitent à participer à leur fête, dans un air très espagnol, similaire à celui de Ribera. Ils ne présentent aucune idéalisation, ont des visages marqués et abîmés. La lumière claire qui illumine Bacchus n'atteint pas cette zone dont les figures sont soumises à un clair-obscur évident. De plus, les coups de pinceaux se rapprochent de l'impressionnisme.
Dans cette œuvre, Velázquez introduit un aspect profane sur un thème mythologique, une tendance qu'il cultiva de plus en plus par la suite.
Plusieurs éléments rappellent le naturalisme : la bouteille, le grand broc en terre cuite partiellement vernissé à bec "pincé" qui apparaissent sur le sol aux pieds du dieu, ou le réalisme du corps de ce dernier. En jouant avec les reflets, il donne un relief et des textures à la bouteille et à ce broc, à la manière d'une nature morte ; ces brocs assez typiques sont très similaires à ceux qui apparaissent sur les cadres peints par Vélazquez lors de son étape sévillane.

## Postérité

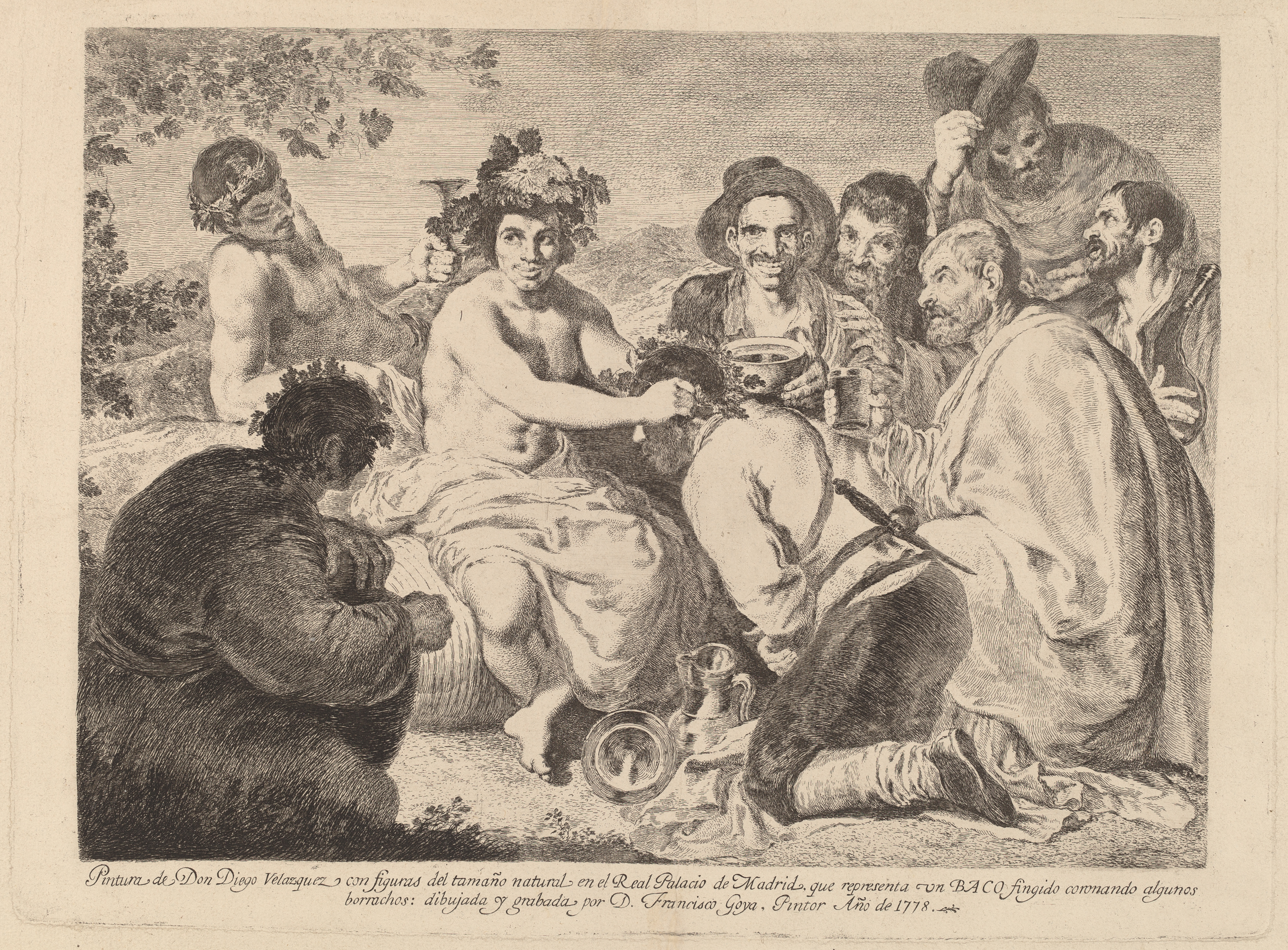
Gravure de Goya d'après le tableau de Vélasquez (1778, exemplaire de la première édition conservée à la Galerie Nationale d'Art de Washington.

Le Triomphe de Bacchus est l'un des tableaux de Vélasquez que Francisco de Goya a reproduit à l'eau-forte en 1778. Cette gravure fut largement diffusée et on sait que même Édouard Manet en possédait un exemplaire. Le Cabinet de dessins, estampes et photographies du Musée du Prado possède trois tirages de cette planche,  ainsi que le dessin préparatoire.
Dans le panneau gauche de son triptyque La familia informal (1992), Herman Braun-Vega fait cohabiter les personnages du Triomphe de Bacchus avec des personnages contemporains de condition modeste dont une jeune métisse enceinte. C'est l'un des moyens par lesquels il aborde le sujet des économies de subsistances dans lesquelles vivent les habitants les plus pauvres des pays du tiers-monde. Ce triptyque fait partie des cinq œuvres clés pour comprendre la collection du musée Ralli Marbella et est issu de la série Pérou-Espagne qu'il réalisa pour l'exposition de l'ancien Musée d'art Contemporain de Madrid en 1992. On trouve une autre appropriation du Triomphe de Bacchus chez Braun-Vega dans son tableau Bodegón de 1993.